# Keyser
Keyser è un comune degli Stati Uniti d'America, nella contea di Mineral nello Stato della Virginia Occidentale.